# Czukty
Czukty [pronunciación en polaco: /ˈt͡ʂuktɨ/] (en alemán: Czukten, Schuchten entre) es un pueblo en el distrito administrativo de Gmina Kowale Oleckie, dentro de Distrito de Olecko, Voivodato de Varmia y Masuria, en el norte de Polonia.
Hasta aproximadamente 7 km al sudoeste de Kowale Oleckie, 14 km al noroeste de Olecko, y 127 km al este de la capital regional, Olsztyn.

## Residentes notables
- Willy Langkeit (1907–1969), General de la Wehrmacht.